# Capperia celeusi
Capperia celeusi là một loài bướm đêm thuộc họ Pterophoridae. Nó được tìm thấy ở hầu hết châu Âu, Ukraina, Nga, Thổ Nhĩ Kỳ, Liban, Turkmenistan và the Các Tiểu vương quốc Ả Rập Thống nhất.
Sải cánh dài 14–17 mm.
Ấu trùng ăn Teucrium chamaedrys and probably Teucrium stocksianum.